# Myriads
Myriads est un groupe norvégien de metal gothique, originaire de Stavanger, dans le comté de Rogaland, actif entre 1997 et 2013.

## Histoire
En juillet 1998, Myriads enregistre un CD démo de quatre titres intitulé In Spheres Without Time au studio Mansion à Stavanger, produit par Øyvind Grødem. Le CD démo est épuisé. Le 9 avril 1999, Myriads signe un contrat avec Napalm Records. En juin, ils enregistrent leur premier album studio, également intitulé In Spheres Without Time au Mansion Studio. L'album est produit par Myriads et Øyvind Grødem, masterisé au Masterhuset, et sort le 22 novembre 1999 à l'international,,.
En mars 2001, Myriads enregistre son deuxième album, intitulé Introspection,,,, au studio Tico Tico (Children of Bodom, Sentenced et Impaled Nazarene) en Finlande. Il est produit par Myriads et réalisé par Ahti Kortelainen en 5 semaines, et mixé par Ahti Kortelainen et Alexander Twiss en une semaine fin août 2001. Introspection est masterisé par Göran Finnberg au Mastering Room en janvier 2002. À l'automne 2003, Myriads et Mikael Stokdal décident de se séparer en raison d'intérêts musicaux différents. Mikael joue ensuite dans le groupe de death metal Dawn of Retaliation. En 2007, Myriads annonce travailler sur les chansons de son troisième album, mais rien ne transparaît et le groupe cesse ses activités en 2013. 

## Style musical
Le style musical de Myriads est une fusion entre le heavy metal et les sons classiques. Elle contient également des éléments de musique folk et des parties industrielles. Les paroles sont écrites par Alexander Twiss et Mona Undheim Skottene et sont basées sur la psychologie, la philosophie et les rêves, avec des éléments dramatiques. Les paroles d'Introspection sont plus fortement inspirées par la psychologie que celles de In Spheres Without Time.

## Discographie
- 1998 : In Spheres Without Time (démo)
- 1999 : In Spheres Without Time (album)
- 2002 : Introspection (album)